# Puntigrus partipentazona
Puntigrus partipentazona (лат.) — вид пресноводных рыб семейства карповых.  Встречается в бассейне реки Меконг, в реках юго-восточного Таиланда и Камбоджи, а также на территории Малайзии.

## Описание
Длина тела достигает 6 см. По окраске он очень похож на суматранского барбуса, популярного среди аквариумистов. Их основной цвет светло-коричневый. Три черные поперечные полосы опоясывают тело рыбы, четвертая проходит через глаз. Пятая полоска короткая, расположена под спинным плавником. У этого вида отсутствуют передние верхнечелюстные усы.

## Аквариумистика
Рыб этого вида можно содержать в общем аквариуме, просторном и закрытым сверху. Обязательна подмена 1/5 части объёма воды раз в неделю на свежую. Рекомендуемые условия содержания: температура 22-25 °С, жёсткость от 7 до 15`, кислотность 7.0—7,5. Зачастую оказывается в оптовых партиях совместно с другими родственными видами барбусов.